# David Zalazar
David Leonel Zalazar (General Villegas, Argentina; 9 de mayo de 2002) es un futbolista argentino. Juega de volante ofensivo, extremo y su equipo actual es Central Córdoba (SdE) de la Primera División de Argentina.

## Trayectoria
Formado en las inferiores de Argentinos Juniors, Zalazar firmó su primer contrato con el club en 2020. Debutó por Argentinos el 10 de febrero de 2022 ante Patronato, fue victoria 0-1.
El 25 de enero de 2023, Salazar fichó en el Talleres (Córdoba) de la Primera División de Argentina.
El 25 de agosto de 2023, se marchó cedido sin cargo y sin opción, a Barracas Central, hasta diciembre de 2024.
El 12 de enero de 2024 se marchó cedido con cargo y opción, a Gimnasia y Esgrima La Plata hasta diciembre de 2024. 
El 28 de julio de 2024, en el clásico de La Plata convirtió el gol del descuento de Gimnasia.

## Estadísticas
Actualizado al último partido disputado el 28 de julio de 2024
| Club                                  | Div.          | Temporada     | Liga  | Liga  | Copas nacionales | Copas nacionales | Copas internacionales | Copas internacionales | Total | Total |
| Club                                  | Div.          | Temporada     | Part. | Goles | Part.            | Goles            | Part.                 | Goles                 | Part. | Goles |
| ------------------------------------- | ------------- | ------------- | ----- | ----- | ---------------- | ---------------- | --------------------- | --------------------- | ----- | ----- |
| Argentinos Juniors Argentina          | 1.ª           | 2022          | 23    | 2     | 1                | 0                | —                     | —                     | 24    | 2     |
| Argentinos Juniors Argentina          | Total club    | Total club    | 23    | 2     | 1                | 0                | 0                     | 0                     | 24    | 2     |
| Talleres (Córdoba) Argentina          | 1.ª           | 2023          | 1     | 0     | 0                | 0                | —                     | —                     | 1     | 0     |
| Talleres (Córdoba) Argentina          | Total club    | Total club    | 1     | 0     | 0                | 0                | 0                     | 0                     | 1     | 0     |
| Barracas Central Argentina            | 1.ª           | 2023          | 0     | 0     | 5                | 0                | —                     | —                     | 5     | 0     |
| Barracas Central Argentina            | Total club    | Total club    | 0     | 0     | 5                | 0                | 0                     | 0                     | 5     | 0     |
| Gimnasia y Esgrima La Plata Argentina | 1.ª           | 2024          | 8     | 1     | 6                | 1                | —                     | —                     | 14    | 2     |
| Gimnasia y Esgrima La Plata Argentina | Total club    | Total club    | 8     | 1     | 6                | 1                | 0                     | 0                     | 14    | 2     |
| Total carrera                         | Total carrera | Total carrera | 32    | 3     | 12               | 1                | 0                     | 0                     | 44    | 4     |